# تدريب التكامل السمعي
تدريب التكامل السمعي (AIT) عبارة عن إجراء رائد في فرنسا على يد جاي بيرارد، الذي قام بتطويره ليكون علاجًا للاكتئاب السريري والميول الانتحارية، بالإضافة إلى ما قال إنها كانت نتائج إيجابية للغاية لعسر القراءة والتوحد، رغم وجود قدر قليل للغاية من الأدلة التجريبية فيما يتعلق بهذا المفهوم.
وهو يشتمل بشكل نموذجي على 20 جلسة كل منها نصف ساعة على مدار 10 أيام من خلال الاستماع إلى الموسيقى المنتقاة والمعدلة. وقد تم استخدامه في بدايات التسعينيات من القرن العشرين كعلاج للتوحد، وقد تم الترويج له كعلاج لـ قصور الانتباه وفرط الحركة (ADHD) والاكتئاب، بالإضافة إلى مجموعة كبيرة من الاضطرابات الأخرى. ولم يلب تدريب التكامل السمعي المعايير العلمية اللازمة للفاعلية التي يمكن أن تبرر استخدامه كعلاج لأي مرض.
وتراه الأكاديمية الأمريكية لطب الأطفال وثلاث منظمات احترافية أخرى على أنه إجراء تجريبي. وتوصي وزارة الصحة في ولاية نيويورك ألا يتم استخدامه لعلاج الأطفال الصغار المصابين بالتوحد. وقد حظرت إدارة الغذاء والدواء الأمريكية (FDA) استيراد جهاز Audiokinetron، وهو الجهاز الأصلي المستخدم لتنفيذ تدريب التكامل السمعي، إلى الولايات المتحدة الأمريكية بسبب نقص الأدلة المرتبطة بالامتيازات الطبية. وقد استنتجت الجمعية الأمريكية للكلام واللغة والسمع أن تدريب التكامل السمعي لم يف بالمعايير العلمية للسلامة.

## نظام التدريب
يهدف تدريب التكامل السمعي (AIT) إلى التعامل مع المشكلات الحسية مثل التشوهات السمعية واحتداد السمع (حساسية السمع المفرطة)، والتي يقال إنها تسبب عدم الراحة والارتباك لدى الأشخاص الذين يعانون من إعاقات السمع، بما في ذلك اضطراب طيف التوحد. ويُعتقد أن هذه الحساسيات المفرطة تتداخل مع اهتمام الأطفال وفهمهم وقدرتهم على التعلم.
وغالبًا ما يشتمل التدريب على حضور الطفل جلستين على مدار 30 دقيقة في اليوم، يفصل بينهما على الأقل 3 ساعات، على مدار عشرة أيام عمل متتالية. ويستمع الطفل عبر سماعات الرأس إلى برنامج من الموسيقى المنتقاة والمعدلة بنطاق تردد واسع. ويتم تعديل البرنامج لكل طفل من خلال ترددات محددة للصوت المنتقى باستخدام جهاز إلكتروني، ينتقل بشكل عشوائي بين انتقاء الجهير المنخفض والمرتفع لفترات عشوائية تتراوح بين ربع ثانية وثانيتين. كما ينوع جهاز الترشيح كذلك من كثافة الصوت، مما يؤدي إلى خلق تأثير تعديل. ويتم ضبط الصوت على أعلى المستويات بدون التسبب في عدم الراحة. وإذا أظهر المستمع حساسيات غير معتادة تجاه ترددات معينة، يتم التخلص من تلك الترددات كذلك.
وقد حظرت إدارة الغذاء والدواء الأمريكية استيراد جهاز Audiokinetron، وهو الجهاز الأصلي المستخدم لتوفير هذا التدريب، وهو ما يطلق عليه اسم نظام تعليم وإعادة تدريب الأذن، إلى الولايات المتحدة بسبب غياب الأدلة على الفوائد الطبية التي يوفرها هذا الجهاز. ورغم عدم اعتماد جهاز تدريب التكامل السمعي من أجل التسويق ليكون بمثابة جهاز طبي من قبل إدارة الغذاء والدواء الأمريكية، لا تكون الأجهزة المستخدمة للمساعدة في التعليم خاضغة للوائح إدارة الغذاء والدواء. ويتم استخدام العديد من الأجهزة الأخرى غير المعتمدة من أجل توفير تدريب التكامل السمعي، ومن أمثلة ذلك نظام التمرينات الرياضية السمعية الرقمية (DAA)، الذي حل محل جهاز Audiokinetron في الولايات المتحدة، والذي يحتوي على 20 قرصًا مضغوطًا مدة كل منه نصف ساعة ويحتوي على مخرجات جهاز Audiokinetron المحظور،  مما يساعد على الالتفاف حول استخدام الجهاز الأصلي.
وأغلب ممارسي تدريب التكامل السمعي عبارة عن متخصصين في علم أمراض النطق واللغة أو متخصصي السمعيات بالإضافة إلى المتخصصين في العلاج الوظيفي، في حين تشتمل قائمة الممارسين الآخرين على علماء النفس والأطباء ومتخصصي الخدمة الاجتماعية والمعلمين. ولا يوجد تدريب ضروري للمشغل فيما يتعلق بالتمرينات الرياضية السمعية الرقمية. ومع ذلك، أدى غياب الامتيازات المثبتة للعملاء إلى جعل الجمعية الأمريكية للكلام واللغة والسمع تحذر أعضاءها أنهم يمكن أن يكونوا من الذين ينتهكون مدونة أخلاقيات الجمعية إذا قاموا بتوفير خدمات تدريب التكامل السمعي.

## الفاعلية وأسس الأدلة غير الكافية
لم تجد المراجعة النظامية التي تمت من خلال المحاولات العشوائية الخاضعة للسيطرة لتدريب التكامل السمعي إلا أدلة غير كافية لدعم استخدام هذا التدريب، ولم يتم الإبلاغ عن ظهور تأثيرات سلبية كبيرة.
وتذكر العديد من المنظمات الاحترافية المتعددة أن تدريب التكامل السمعي يجب أن يتم اعتباره على أنه تدريب تجريبي: من بينها الجمعية الأمريكية للسمعيات والجمعية الأمريكية للكلام واللغة والسمع والأكاديمية الأميركية لطب الأطفال، بالإضافة إلى جمعية السمعيات التعليمية. وبعد مراجعة الأبحاث المتاحة، استنتجت وزارة الصحة في ولاية نيويورك أنه لم يتم إظهار فاعلية تدريب التكامل السمعي، وقد أوصت بعدم استخدامه لعلاج الأطفال الصغار المصابين بالتوحد.
هناك 28 دراسة منشورة على الموقع الخاص بالدكتور بيرارد أفادت 23 منها إيجابية تدريب التكامل السمعي بالإضافة إلى آراء أهالي الأطفال الذين قاموا بتجربته

## معلومات تاريخية
كان كتاب جاي بيرارد Audition Égale Comportement (الترجمة باللغة العربيةالسمع يساوي السلوك) أول كتاب يصدر حول تدريب التكامل السمعي. وقد روى كتاب أنابيل استيهلي الذي يحمل اسم صوت المعجزة (The Sound of a Miracle) قصة طفلة المؤلفة، وهي طفلة تعاني من التوحد حصلت على علاج تدريب التكامل السمعي على يد بيرارد. وقد وفر الكتاب القصصي الأخير قدرًا كبيرًا من الشهرة لتدريب التكامل السمعي في العالم الناطق باللغة الإنجليزية. وبحلول عام 1994، حصل ما يزيد على 10 آلاف طفل وبالغ أمريكي على هذا التدريب، بتكلفة تصل إلى حوالي 1000 إلى 1300 دولار لكل منهم، وقد أصبح تدريب التكامل السمعي صناعة تساوي ملايين الدولارات.
وقد ذاع صيت تدريب التكامل السمعي في بدايات التسعينيات من القرن العشرين، وقد دعم ذلك الأدلة القصصية والواعدة، رغم أن المحاولات كانت محدودة. وقد اشتملت الأبحاث المبدئية على بعض الفجوات المنهجية مثل نقص القدرات الإحصائية أو نقص التعمية أو نقص مجموعات التحكم. وقد فشلت دراسات أكبر وأفضل تالية في تعزيز الوعود التي يقدمها تدريب التكامل السمعي. ولا يعد تدريب التكامل السمعي مدعومًا خارج إطار بروتوكولات الأبحاث.